# Moina wierzejskii
Moina wierzejskii är en kräftdjursart som beskrevs av Richard 1895. Moina wierzejskii ingår i släktet Moina och familjen Moinidae. Inga underarter finns listade i Catalogue of Life.